# Ratusz w Kożuchowie
Ratusz w Kożuchowie – został wzniesiony w 1489, w latach późniejszych kilkakrotnie był niszczony w pożarach i odbudowywany. W latach 1848–1849 ratusz został przebudowany. W roku 1945 budynek uległ zniszczeniom wojennym, a następnie w latach 1963-1966 odbudowano go. Obecnie ratusz jest siedzibą władz miasta.

## Historia
Pierwsze wzmianki o ratuszu w Kożuchowie pochodzą z początku XIV wieku, budynek ten spłonął w 1488 roku. Obecna siedziba władz miejskich została wzniesiona w roku 1489 jako budowla gotycka. Ratusz był niszczony pożarami w 1554, 1637, 1692 i 1764 roku, każdorazowo odbudowywano go bez większych zmian. W latach 1848–1849 obiekt przebudowano w stylu klasycystycznym, z pierwotnej gotyckiej budowli zachowano tylko północną i zachodnią ścianę oraz wieżę. W czasie II wojny światowej ratusz został zniszczony, odbudowano go w latach 1963-1966.

Decyzją wojewódzkiego konserwatora zabytków z dnia 4 sierpnia 1959 roku ratusz został wpisany do rejestru zabytków.

## Architektura
Obecna forma ratusza w Kożuchowie jest wynikiem ostatniej odbudowy z lat 1963-1966, kiedy to połączono nowoczesną architekturę z reliktami poprzedniej budowli ocalałymi ze zniszczeń wojennych. Z pierwotnej siedziby władz miasta zachowała się smukła, ośmioboczna wieża, fragmenty północnej gotyckiej ściany z dwoma portalami i wnękami okiennymi oraz klasycystyczna ściana wschodnia.

Obecnie ratusz jest siedzibą władz miasta.